# Faded Seaside Glamour
Faded Seaside Glamour es el primer álbum de la banda británica de rock Delays. Salió a la venta el 27 de abril de 2004 a través del sello Rough Trade / Sinnamon Records, 04'. 

## Lista de canciones
1. Wanderlust
2. Nearer Than Heaven
3. Long Time Coming
4. Bedroom Scene
5. No Ending
6. You Wear The Sun
7. Hey Girl
8. Stay Where You Are
9. There’s Water Here
10. Satellites Lost
11. One Night Away
12. On

- Datos: Q5429198